# Syntex
Laboratorios Syntex SA war eine pharmazeutische Firma, die Russell Earl Marker 1944 in Mexiko-Stadt mitgründete, um therapeutische Steroide (Progesteron, Cortison, Oxymetholon) aus mexikanischer Yamswurzel herzustellen. Syntex wurde 1994 von der Roche Gruppe vollständig übernommen und integriert.

## Forscher
Wissenschaftler, die im Laufe des Bestehens des Unternehmens dort forschten, waren unter anderem:
- Russell Earl Marker. Er hat die Firma 1945 verlassen und nahm seine Notizbücher über Progesteron mit, im Streit über Finanzen und finanziellen Ausgleich.
- George Rosenkranz. Er hatte an der ETH Zürich studiert und bewarb sich 1945 aus Kuba bei Syntex, wo er Chefwissenschaftler wurde. Er kam zu Syntex, um Marker zu ersetzen, und stellte Djerassi an. Er war bis 1981 CEO von Syntex.
- Carl Djerassi. Er kam 1949 zu Syntex als Associate Director der chemischen Forschung. Er beaufsichtigte die erste Synthese von Norethindron, des ersten oral aktiven Progestins, das zur Entwicklung von einem der ersten oralen Antikonzeptika führte.
- Luis E. Miramontes. Er kam 1950 von der UNAM zu Syntex, als Forscher unter der Leitung von Djerassi. Ihm gelang die erste Synthese eines oral aktiven Progestins (15. Oktober 1951). Dieses Steroid war Alpha-Ethynyltestosteron, mit generischen Namen Norethisteron oder Norethindron, das zur Entwicklung von einigen der ersten oral verabreichten Empfängnisverhütungsmitteln führte.

## Antibabypille
Syntex initiierte pharmakologische und pharmakinetische klinische Untersuchungen von Norethindron in Madison, Wisconsin. Es zeigte sich, dass es das aktivste, oral verabreichte Progesteron seiner Zeit war. Syntex reichte im November 1951 diese Erfindung zur Patentierung ein. Im August 1953 reichte G.D. Searle and Company Laboratories, einer der Konkurrenten, ein Patentgesuch für Synthese von Norethynodrel, ein Norethindron-Isomer ein. Die Synthese erfolgte unter säurehaltigen Bedingungen und verletzte somit das Patent von Syntex nicht.
Searle erhielt ihr Patent noch vor Syntex. Bis 1964 teilten sich drei Firmen, einschliesslich Syntex, den Markt für Antibabypillen auf.

## Nachfolger

### Syntex Pharm AG
Die Syntex Pharm AG (Syntex Pharm Ltd, Syntex Pharm SA), mit Sitz bei der Roche Diagnostics International AG in Steinhausen, ZG ist eine Vertriebsfirma für Pharmaprodukte.